# Aenne triassica
Aenne triassica är en tvåvingeart som beskrevs av Krzeminski och Edmund A. Jarzembowski 1999. Aenne triassica ingår i släktet Aenne och familjen fjädermyggor. Inga underarter finns listade i Catalogue of Life.